# Édition originale

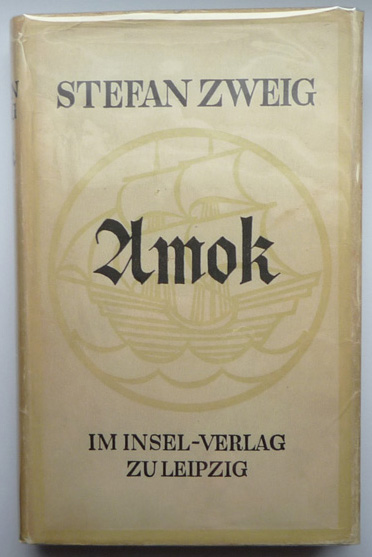
Amok, édition originale, Insel, Leipzig 1922

Une édition originale, est la première édition d'un livre ; les éditions suivantes sont des rééditions.

## Différentes éditions originales
Certaines éditions originales font l'objet de tirages particuliers, limités en nombre d'exemplaires, numérotés, et imprimés sur des papiers plus ou moins luxueux : on parle alors de « grand papier ». Il peut y avoir en même temps un autre tirage limité sur un papier différent : le « deuxième papier » (ou « deuxième grand papier »).
Les « grands papiers » et « deuxièmes papiers » peuvent être réservés aux amis de l'auteur, à des personnes qu'on désire honorer, aux amateurs fortunés, etc. Le tirage limité en fait des objets de valeur recherchés par les bibliophiles et pouvant atteindre des prix très élevés en fonction de leur cote, de leur qualité de fabrication et de conservation, de leur rareté, etc.
Une édition originale peut n'être imprimée que sur un seul type de papier, et avoir un certain nombre d'exemplaires numérotés, parfois accompagnés d'une illustration ou estampe supplémentaire : on parle alors de « tirage de tête », également prisé par les amateurs. Beaucoup de bandes dessinées sont publiées avec des tirages de tête.
On parle parfois à tort d' « édition princeps » pour désigner une édition originale. L'édition princeps désigne de manière spécifique la première édition imprimée d'un ouvrage dont la diffusion se faisait jusque-là de manière orale ou sous forme manuscrite. De nombreux textes classiques de l'Antiquité sont dans ce cas ; la Bible imprimée par Gutenberg est, au sens strict, une édition princeps (il en circulait auparavant des exemplaires manuscrits).